# 2572 Annschnell
2572 Annschnell este un asteroid din centura principală, descoperit pe 17 februarie 1950 de Karl Reinmuth.